# Папуга гірський
Папу́га гірський (Psilopsiagon aurifrons) — вид папугоподібних птахів родини папугових (Psittacidae). Мешкає в Андах.

## Опис
Довжина птаха становить 18 см, з яких на хвіст припадає 8 см, вага 45 г. У самців номінативного підвиду голова, спина і хвіст зелені, обличчя, горло і груди жовті, живіт жовтувато-зелений, першорядні махові пера зелені з синіми краями. Очі карі, навколо очей кільця голої сіруватої шкіри, дзьоб роговий. У самиць номінативного підвиду жовтий відтінок на нижній частині тіла менш виражений. У представників підвиду P. a. robertsi забарвлення більш темно-зелене, жовтими є лише обличчя і боки. У представників підвидів P. a. margaritae і P. a. rubrirostris забарвлення переважно зелене, у представників підвиду P. a. rubrirostris нижня частина тіла має блакитнувато-сірий відтінок.

## Підвиди
Виділяють чотири підвиди:
- P. a. robertsi Carriker, 1933 — долина річки Мараньйон на півночі центрального Перу;
- P. a. aurifrons (Lesson, R, 1831) — тихоокеанське узбережжя і західні схили Анд в Перу;
- P. a. margaritae (Berlioz & Dorst, 1956) — Анди на півдні Перу, в Болівії, північному Чилі і північно-західній Аргентині;
- P. a. rubrirostris (Burmeister, 1860) — Анди на північному заході Аргентини (від Катамарки до Кордови) та на півночі і в центрі Чилі.

## Поширення і екологія
Гірські папуги мешкають в Перу, Болівії, Аргентині і Чилі. Вони живуть в заростях на берегах річок, на високогірних луках Пуна, у високогірних чагарникових і кактусових заростях, в парках і садах. Зустрічаються на висоті від 1000 до 4500 м над рівнем моря, взимку частина популяції мігрує в долини. Живляться бруньками, ягодами і насінням, зокрема Fabiana densa, Lepidophyllum і Adesmia. Шукають їжу на землі і в чагарниках. Сезон розмноження на півночі Чилі триває з жовтня по грудень, в Аргентині з лютого по березень. Гірські папуги гніздяться в дуплах дерев і кактусів, в тріщинах серед скель, в термітниках. В кладці від 3 до 6 яєць, інкубаційний період триває 23 дні.